# Aperto de mão

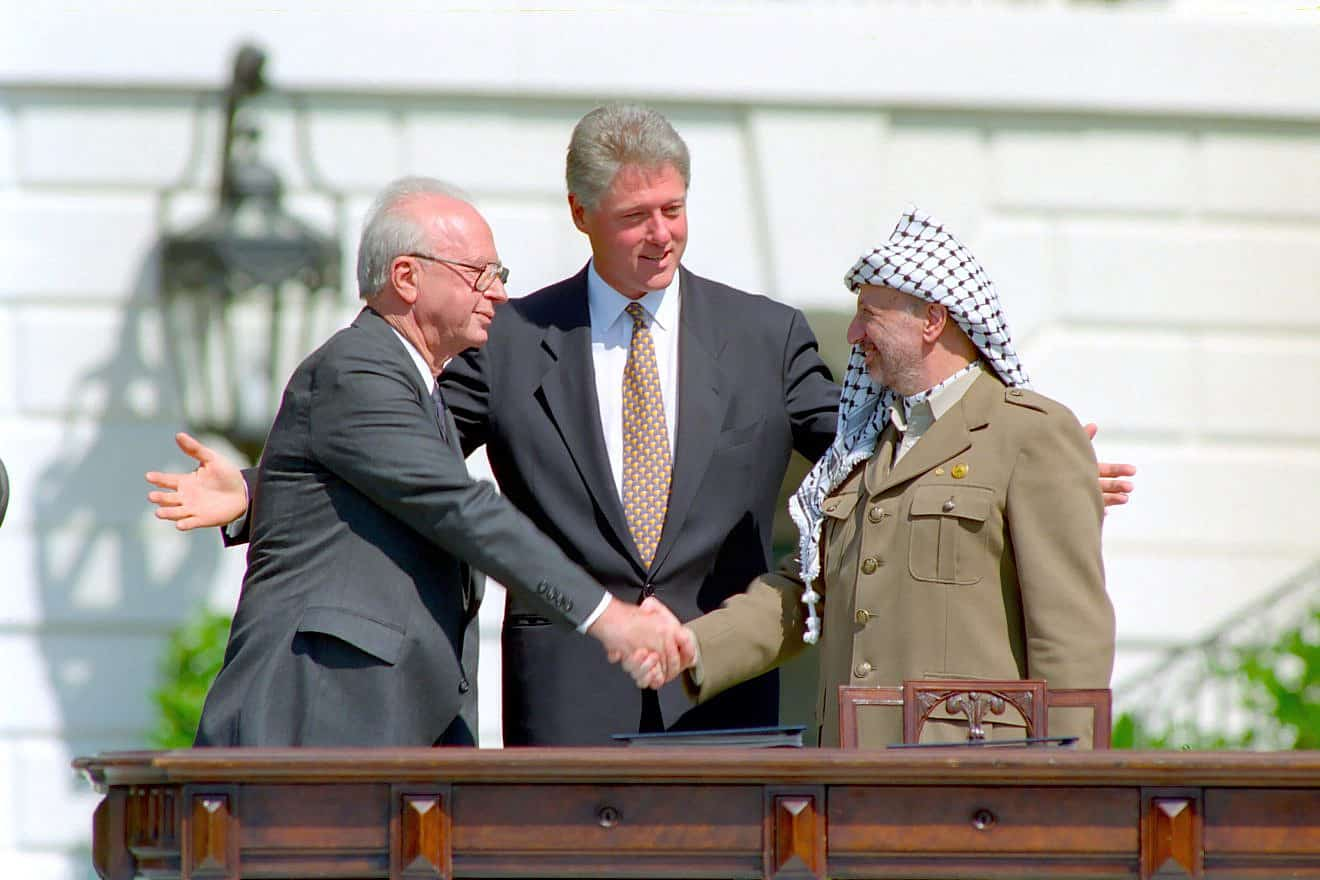
Yitzhak Rabin, Bill Clinton e Yasser Arafat cumprimentam-se na cerimónia de assinatura dos Acordos de Oslo em 13 de setembro de 1993

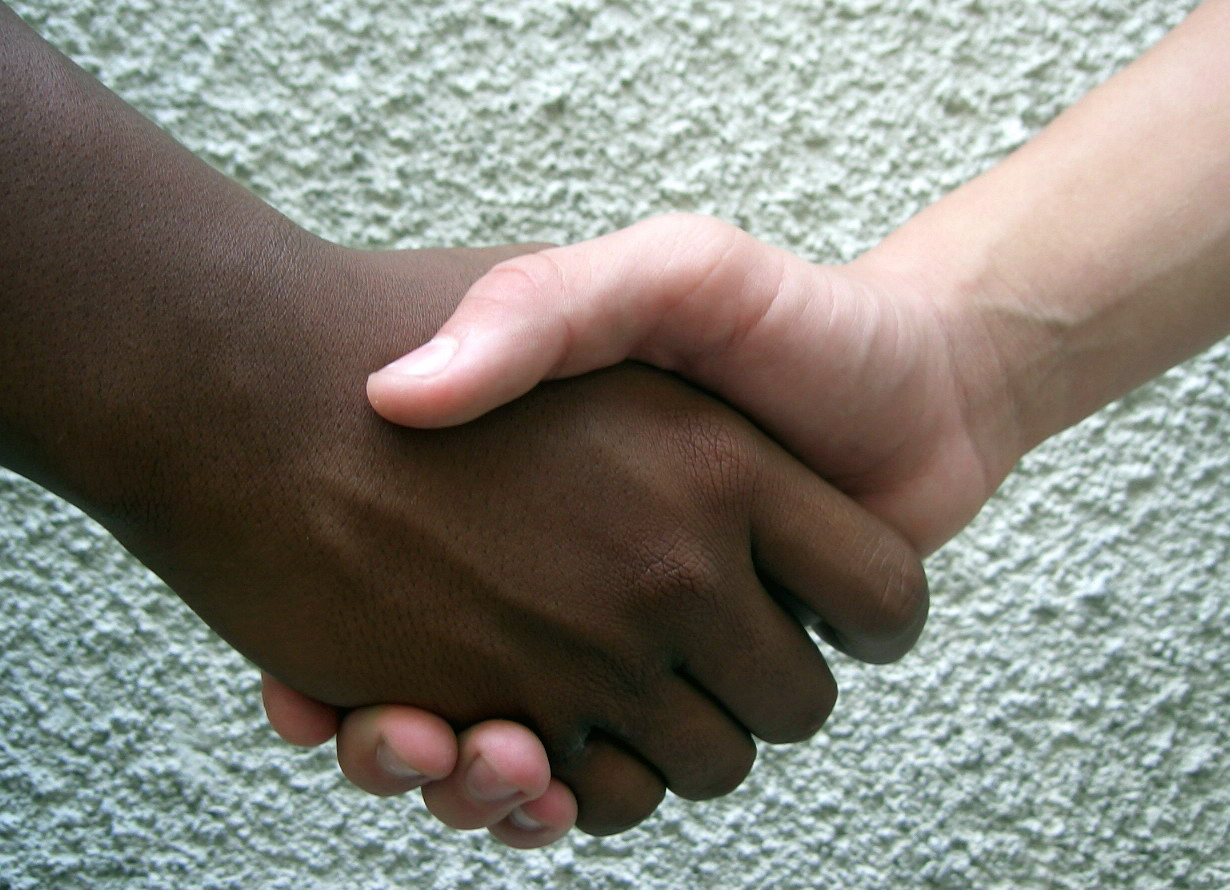
Um aperto de mão

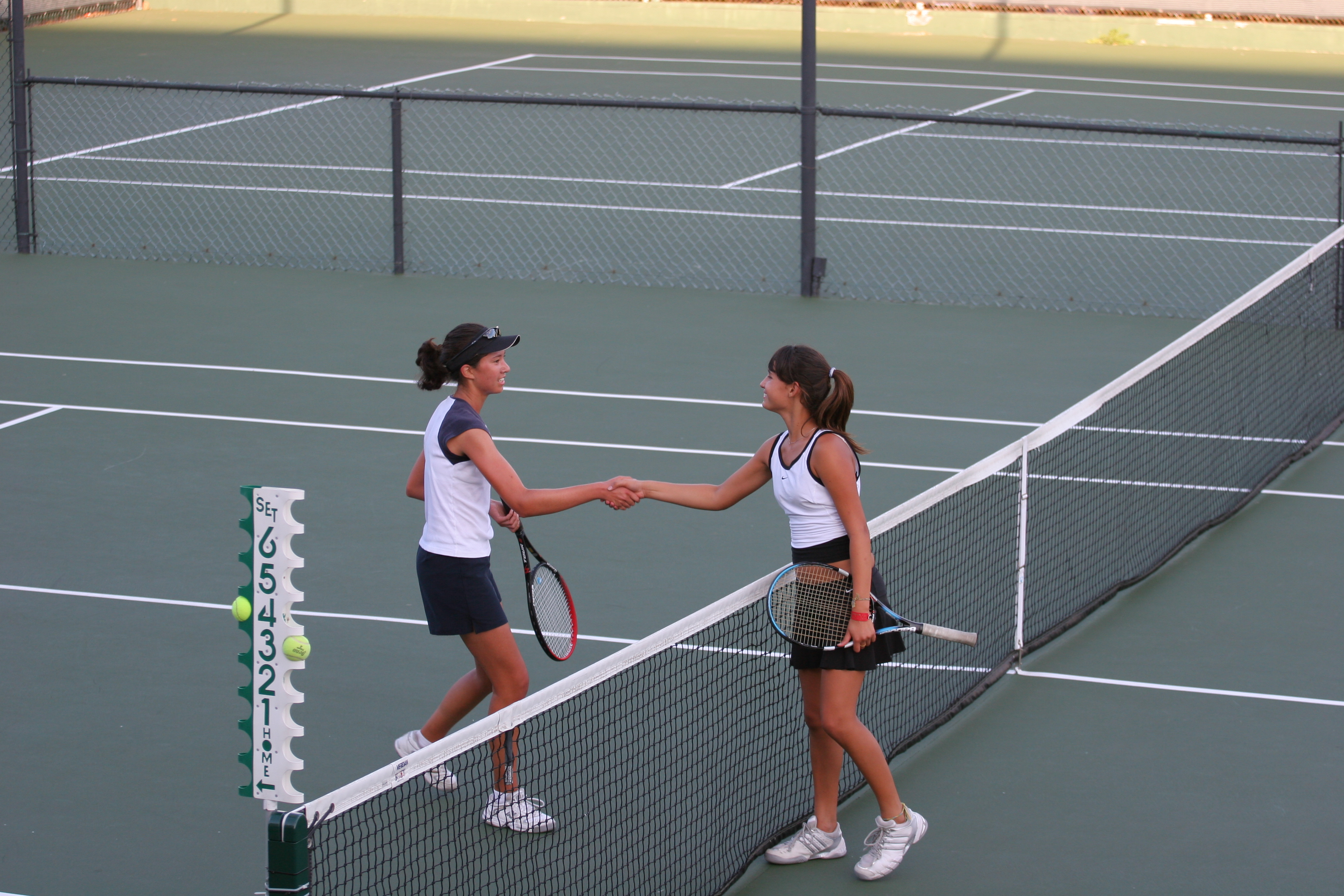
Jogadoras de ténis apertam as mãos no final de um jogo

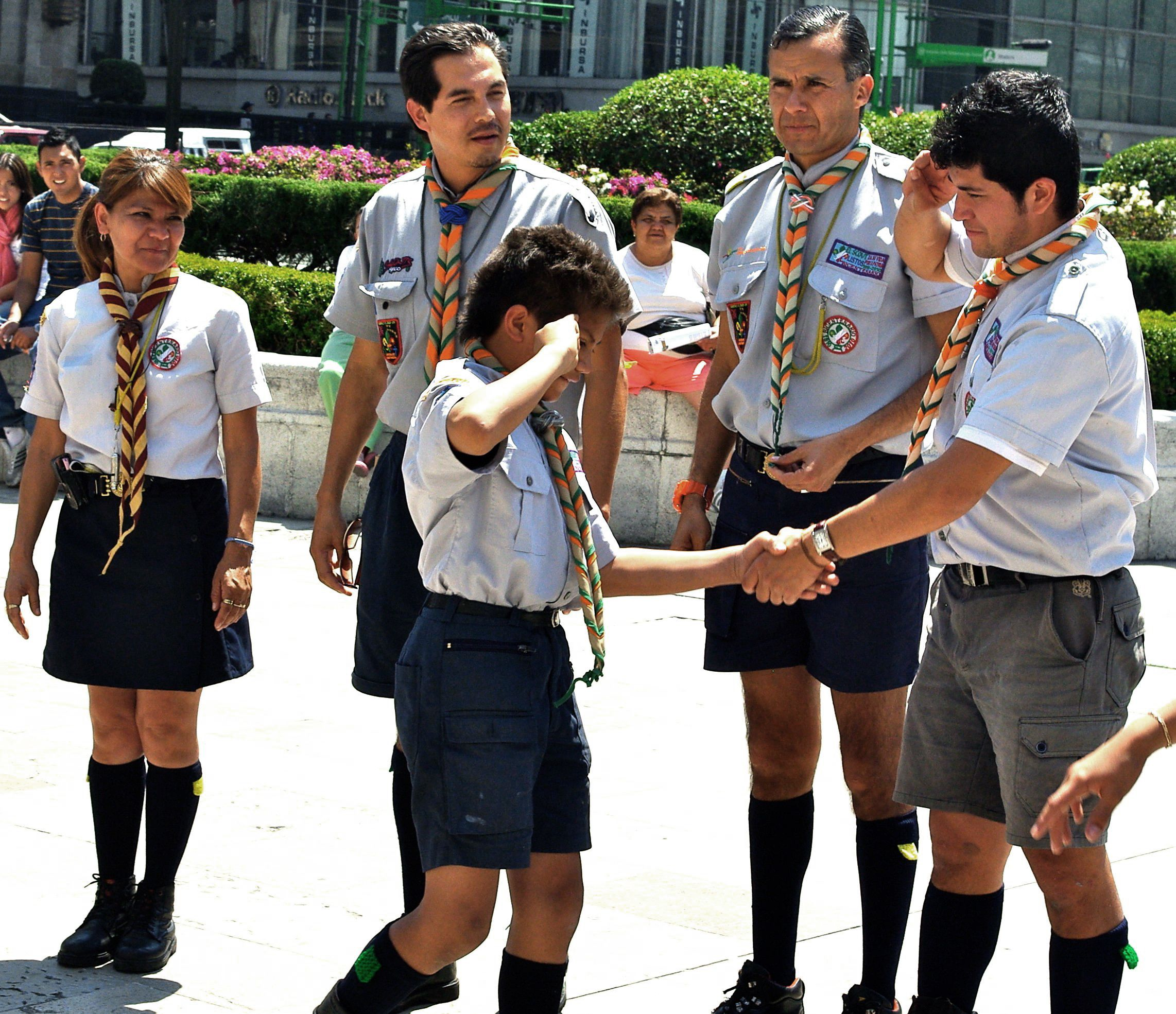
Líderes acolhem um escuteiro, março de 2010, Cidade do México.

O aperto de mão é, dependendo da cultura, um gesto social que expressa um sentimento positivo de amizade, afinidade ou confiança entre dois seres humanos.
Um aperto de mão é uma forma de cumprimento e é também utilizado no fortalecimento das transações comerciais, ou seja, ao fazer-se o gesto simboliza-se que um negócio ou acordo está selado.
O aperto de mão tem sido amplamente difundido e adotado como marca de cumprimento e de despedida nas mais variadas ocasiões sociais. Na maioria dos países europeus e ocidentais, o aperto de mão é uma forma de cumprimento usada em todos os contextos de negócios e, cada vez mais, em festas e acontecimentos sociais.
Com a crescente participação de mulheres no mundo dos negócios e momentos sociais, também elas passaram a substituir o beijo por um cordial aperto de mão.
Nos dias atuais, além de uma forma de cumprimento, o aperto de mão também é utilizado como um rito para demonstrar paz ou entrar em acordo, por isso, é comum se ver os apertos de mão antes de uma partida esportiva ou de um debate entre políticos rivais. 
O aperto de mão possui, inclusive, um dia para sua celebração. Essa data é o dia 21 de junho, o 'Dia Internacional do Aperto de Mão'.

## Caracterização do gesto
O gesto em si, que depende de duas pessoas, consiste em estender uma das mãos de um para o outro, segurá-las, encadear as mãos palma com palma, e fazer um movimento do braço para cima e para baixo.

## Origem histórica
O gesto de aperto de mãos se repete há pelo menos três mil anos. A evidência mais antiga da prática está em uma imagem gravada em um trono do antigo Império Assírio, do século IX a.C., que mostra dois homens apertando as mãos, naquela época, o gesto representava a resolução de um conflito ou o estabelecimento de um acordo.
Por ser um gesto milenar, sua origem exata é incerta. Alguns historiadores acreditam que os governantes estendiam a mão como uma forma de mostrar que ela estava vazia, sem armas. O ato de sacudi-las de cima para baixo serviria para garantir que não há uma adaga escondida nas mangas da outra pessoa. Entendimento similar é dado por outros historiadores e folcloristas, que acreditam que o aperto de mão seria um gesto de boa vontade, onde o homem primitivo, que andava sempre armado, estendia a mão, vazia, para mostrar a alguém que não portava armas e desejava a paz, por essa razão, as mulheres, que não carregavam armas, tampouco tinham o hábito de apertar as mãos.
Existem relatos de apertos de mão entre personagens da Ilíada, escrita por Homero por volta de 800 a.C. Os gregos até tinham uma palavra específica para a prática: dexiosis, que representa o ato de dar a mão direita ao outro. O ato também estava presente no Império Romano em vasos, lápides e moedas. 
O significado do aperto de mão como cumprimento veio anos depois. Alguns dos primeiros registros desse uso datam do século XVII, mas acredita-se que ele tenha sido popularizado na Europa e Estados Unidos no século XVIII pelos quakers, um movimento religioso que prezava pela igualdade entre seus membros. 
Diferentemente da reverência, que representa hierarquia entre as pessoas, o aperto de mão é uma forma mais “igualitária” de cumprimento. Com o gradual enfraquecimento das monarquias, o aperto de mão se tornou cada vez mais comum, e passou a entrar até em manuais de etiqueta no século XIX.
No seu significado mais antigo e lendário, um aperto de mão era a forma pela qual um deus concedia seu poder a um dirigente terrestre, isso está gravado em diversos hieróglifos egípcios, em que essa concessão é representada por uma mão estendida.

## Em Portugal
Neste país, é também informalmente chamado de "passou-bem" ou, em gíria, "bacalhau".